# Walter Müller von Kulm
Walter Müller von Kulm (* 31. August 1899 in Basel; † 3. Oktober 1967 in Arlesheim) war ein Schweizer Komponist, Dirigent und Musikpädagoge.
Müller von Kulm wuchs in Basel auf und arbeitete nach einer Ausbildung zum Primarlehrer einige Jahre in Othmarsingen, bevor er sich erst 1927 für ein Berufsstudium am Konservatorium in Basel entschloss und bei Volkmar Andreae, Rudolf Moser, Gustav Güldenstein und Felix Weingartner studierte. In der Folge schuf Müller von Kulm im Auftrag des Basler Kammerorchesters einige erfolgreiche Kompositionen. Von 1939 bis 1954 leitete er den Basler Bach-Chor. Von 1947 bis 1964 wirkte er als Direktor der Musik-Akademie der Stadt Basel.
Müller von Kulm engagierte sich zudem in diversen musikpädagogischen Verbänden (z. B. Schweizerischer Musikpädagogischer Verband (SMPV), Nordwestschweizerischer Chordirigentenverband (NWCHV)).

## Werke (Auswahl)
- Kammerkonzert für Violine und Streichorchester (1930)
- Der Erfinder (Oper, 1944)
- Unser Vater (Oratorium, 1945)
- Liedsatz «Herr der Stunden, Herr der Tage» auf einen Text von Hermann Hiltbrunner aus dem Jahr 1945 (UA 31. Mai 1959 in Zürich)

## Schriften
- Grundriss der Harmonielehre. Basel, Amerbach 1948.